# Jonathan Jones (kulomiot)
Jonathan Jones (ur. 23 kwietnia 1991) – amerykański lekkoatleta specjalizujący się w pchnięciu kulą.
Piąty zawodnik igrzysk panamerykańskich oraz mistrz strefy NACAC z 2015. W 2016 zajął 5. miejsce na halowych mistrzostwach świata w Portland.
Stawał na podium mistrzostw USA. Złoty medalista mistrzostw NCAA.
Rekordy życiowe: stadion – 21,63 (13 lipca 2019, Chula Vista) ; hala – 20,82 (30 stycznia 2016, University Park).

## Osiągnięcia
| Rok  | Impreza                   | Miejsce  | Lokata     | Wynik |
| ---- | ------------------------- | -------- | ---------- | ----- |
| 2015 | Igrzyska panamerykańskie  | Toronto  | 5. miejsce | 19,88 |
| 2015 | Mistrzostwa NACAC         | San José | 1. miejsce | 20,54 |
| 2016 | Halowe mistrzostwa świata | Portland | 5. miejsce | 20,31 |